# 東京エレベーターガール
『東京エレベーターガール』（とうきょうエレベーターガール）は、1992年1月10日から3月20日まで、TBS系「金9ドラマ」枠で放送された日本のテレビドラマ。主演は宮沢りえ。

## 概要
東京の郊外にあるデパートを舞台に、高校卒業後の社会人1年目の19歳の女性が仕事や友情、恋愛を通して成長していく姿を描いている。
エレベーターガールとしての業務の他、ベビーカーの清掃など、裏方の作業場面なども描かれている。
撮影地として地方百貨店の多摩そごう（1989年開店、2000年閉店 現：ココリア多摩センター）が協力した。なお、同所の11年間の営業期間中にエレベーターガールは配置されていなかった。
本作で部下と不倫関係を持つも、その相手を冷徹に捨てる役を演じた佐野の芝居を見て、『ずっとあなたが好きだった』（同局制作）のプロデューサー・貴島誠一郎が佐野に同作でのマザコン男性の役をオファーしたという。
前述のとおり、宮沢演じるつかさと奥山演じる尚子は19歳の設定であるが、劇中ではそれにも関わらず飲酒の場面が度々あるため、TBSチャンネルでの再放送では本編終了後に「番組中、未成年者がお酒を飲む設定の場面がありましたがそうした行為は法律で禁じられています。」とおことわりの字幕が追加されている。

## キャスト
沢木つかさ
演 - 宮沢りえ
香川県小豆島で生まれ育ち、高校卒業と同時にデパートへ就職。エレベーターガールに配置される。島との交際が始まるが、次第に島のつかさに対する思いに違和感を感じ、吉本に心惹かれるようになっていく。
吉本一芳
演 - 赤井英和
印刷会社の営業マンで既婚者。単身赴任中、同じアパートに住んでいたつかさに恋心を抱くようになる。本気になるが、旅行の約束をした当日、交通事故に遭った娘のもとへ向かったことから破綻。のちに正式に別れの手紙を送っている。
島大紀
演 - 東幹久
デパートの宣伝部員。やや軽薄な印象を持つ。つかさに恋心を抱くが尚子から言い寄られる。最終回では本店に転属。再会したつかさと復縁の兆しがみられる。
水木薫
演 - 中嶋朋子
デパートの受付嬢で、つかさと尚子の友人。直属の上司である前野と不倫関係になり妊娠するが、別れを切り出されて逆上。しかし前野から手切れ金が届いた事で中絶に踏み切った。
尚子の父に叱られたこと、職場復帰後に前野の妻から平手打ちを食らった事で完全に想いを吹っ切る。最終回では自分に迫った後任の課長をけん制。おとなびた印象。
前野博
演 - 佐野史郎
サービス課の課長。部下の薫と不倫をしていたが、彼女の妊娠に狼狽。のちに退職し、妻とも離婚に向けて話し合うことに。
前野の妻
演 - 山下容莉枝
不倫を知って激怒。職場へ乗り込み、恋敵として薫と対立。憎悪を露わにする。
野田尚子
演 - 奥山佳恵
つかさの同僚で友人。高校卒業後、デパートに就職。下町の自宅から通勤している。ガサツな面も見られるが、明るい性格。島に恋心を抱くが高木とも付き合っている。
西山亨
演 - 宮下直紀
つかさの高校時代の同級生、浪人生。つかさに恋心を抱いている。
高木修司
演 - 嶋大輔
デパートの宣伝部員。尚子に対して本気になるが、キープ君扱いをされる。
沢木のぞみ
演 - 小川範子
つかさの妹。姿は最終回のみの登場。
政人
演 - 石堂穣
清治の経営するラーメン屋のバイト。
野田清治
演 - 矢崎滋
尚子の父。ラーメン屋を経営している。口数が少なく人情味のある性格で、薫の身勝手な態度を一喝している。
吉本美代子
演 - 相楽晴子
吉本の妻。つかさと対立するが、離婚を回避。上京し、家族で暮らしてゆく事を決意する。
吉本春菜
演 - 植松佳菜美
吉本の娘。
田村課長
演 - 金田明夫
前野博の後任のサービス課長。
大国印刷部長
演 - 大塚周夫
吉本が勤める印刷会社の上司。
水口課長
演 - 田代隆秀
田村課長の後任のサービス課長。
先輩エレガー
演 - 麻里万里、田口萌、岩崎雅子
同僚エレガー
演 - 三野輪有紀、斉藤麻里、井出多香子
受付嬢
演 - 朝倉沙友美、南雲由記子、情野真由美、大村みのり

## スタッフ
- 脚本：小松江里子
- 演出：吉田秋生、加藤浩丈、北川雅一
- プロデュース：伊藤一尋
- 音楽：難波正司
- 製作著作：TBS

## 主題歌
- 宮沢りえ「心から好き」（1992年2月14日　ソニー・ミュージックレコーズ）

作詞：Kikuji（ビートたけし）/ 作曲：山田直毅 / 編曲：難波正司 / サックス演奏：伊東たけし

## 放送日程
| 各話   | 放送日  | サブタイトル     | 演出     |
| ------ | ------- | ---------------- | -------- |
| 第1話  | 1月10日 | 出逢い           | 吉田秋生 |
| 第2話  | 1月17日 | 待ちわびて       | 吉田秋生 |
| 第3話  | 1月24日 | 女ともだち       | 吉田秋生 |
| 第4話  | 1月31日 | 初めての体験     | 加藤浩丈 |
| 第5話  | 2月7日  | 揺れて…          | 加藤浩丈 |
| 第6話  | 2月14日 | ほんとうの気持ち | 吉田秋生 |
| 第7話  | 2月21日 | とめられぬ想い   | 吉田秋生 |
| 第8話  | 2月28日 | 最後のデート     | 北川雅一 |
| 第9話  | 3月7日  | あの人の家庭     | 加藤浩丈 |
| 第10話 | 3月14日 | 傷つく心         | 吉田秋生 |
| 最終話 | 3月21日 | 恋のゆくえ       | 吉田秋生 |